# Heart (bài hát của Do As Infinity)
Heart là đĩa đơn thứ hai của ban nhạc Nhật Bản Do As Infinity. Đây là đĩa đơn đầu tiên trong 4 đĩa có phần phối lại các bài hát đã được phát hành từ trước của DAI. Đĩa đơn tiêu thụ được 7000 bản.

## Danh sách
1. "Heart" (Trái tim)
2. "Chiriyuku Yūbe" (散りゆく夕辺 Đêm qua đi?)
3. "Heart" (Instrumental)
4. "Chiriyuku Yūbe" (Instrumental) (散りゆく夕辺 Đêm qua đi?)
5. "Heart" (Keith Litman's Heart Head Remix)
6. "Tangerine Dream" (RAZOR N'GUIDO Remix)
7. "Tangerine Dream" (Dub's keep on Remix)

## Xếp hạng
| Bảng xếp hạng (1999) | Thứ hạng | Thời gian trụ hạng |
| -------------------- | -------- | ------------------ |
| Oricon Nhật Bản      | 56       | 2 tuần             |